# Canton du Thillot
Le canton du Thillot  est une circonscription électorale française située dans le département des Vosges et la région Grand Est.

## Histoire
Le canton du Thillot a été créé en 1801.
À la Révolution, Ramonchamp fut choisi comme chef-lieu de canton, dans le district de Remiremont. À cette époque, le Thillot n'était qu'un lieu-dit de la commune de Ramonchamp.
La ville du Thillot est née par le Décret Impérial du 30 juin 1860 qui l'a clairement séparée de la commune limitrophe. Le chef-lieu fut alors transféré au Thillot.
Un nouveau découpage territorial des Vosges entre en vigueur à l'occasion des premières élections départementales suivant le décret du 27 février 2014. Les conseillers départementaux sont, à compter de ces élections, élus au scrutin majoritaire binominal mixte. Les électeurs de chaque canton élisent au Conseil départemental, nouvelle appellation du Conseil général, deux membres de sexe différent, qui se présentent en binôme de candidats. Les conseillers départementaux sont élus pour 6 ans au scrutin binominal majoritaire à deux tours, l'accès au second tour nécessitant 12,5 % des inscrits au 1er tour. En outre la totalité des conseillers départementaux est renouvelée. Ce nouveau mode de scrutin nécessite un redécoupage des cantons dont le nombre est divisé par deux avec arrondi à l'unité impaire supérieure si ce nombre n'est pas entier impair, assorti de conditions de seuils minimaux. Dans les Vosges, le nombre de cantons passe ainsi de 31 à 17. Le nombre de communes du canton du Thillot passe de 8 à 10.
Le nouveau canton du Thillot est formé de communes des anciens cantons du Thillot (8 communes) et de Remiremont (2 communes). Il est entièrement inclus dans l'arrondissement d'Épinal. Le bureau centralisateur est situé au Thillot.

## Représentation

### Conseillers d'arrondissement (de 1833 à 1940)
Le canton de Ramonchamp (le Thillot) avait deux conseillers d'arrondissement.
Il appartenait à l'arrondissement de Remiremont jusqu'à sa disparition en 1926.
| Période                                  | Période          | Identité                                  | Étiquette          | Qualité |
| ---------------------------------------- | ---------------- | ----------------------------------------- | ------------------ | --- |
| 1833                                     | 1839             | Jean François Luc de Bruyères (1775-1857) |                    | Notaire à Remiremont                                                                                        |
| 1833                                     | 1839             | Jean Baptiste Résal (1775-1854)           |                    | Pharmacien à Remiremont                                                                                     |
| 1839                                     | 1845             | Adolphe Forel                             |                    | Capitaine en retraite, fabricant à Rupt-sur-Moselle                                                         |
| 1839                                     | 1848 (décès)     | Jean Nicolas Houillon (1782-1848)         |                    | Fabricant à l'Étraye, Ramonchamp                                                                            |
| 1845                                     | 1848             | F.J. Thiémange                            |                    | Fabricant à Fresse-sur-Moselle                                                                              |
|                                          |                  |                                           |                    | |
| 1871                                     | 1893 (démission) | Louis Parisot                             | Républicain        | Médecin, maire du Thillot (1876-1893)                                                                       |
|                                          |                  |                                           |                    | |
| 1889                                     | 1913             | Jules Antoine                             | Républicain        | Industriel à Rupt-sur-Moselle                                                                               |
| av.1919                                  | 1923             | Eugène Sarrazin                           | RG                 | Négociant, maire du Thillot                                                                                 |
| 1913                                     | 1925             | Émile Boileau                             |                    | Négociant en bois, maire de Fresse-sur-Moselle, Président du Conseil d'arrondissement                       |
| 1925                                     | 1931             | Georges Jacquey                           | URD                | Premier adjoint au maire du Thillot                                                                         |
| 1925                                     | 1937             | Paul Mourot                               | Républicain laïque | Directeur d'usine, maire de Rupt-sur-Moselle, Président du Conseil d'arrondissement                         |
| 1931                                     | 1937             | Alphonse Flieller (1875-1938)             | Républicain laïque | Cultivateur puis ouvrier sur fer, maire de Bussang                                                          |
| 1937                                     | 1940             | Charles Souvay                            | URD                | Cultivateur à Rupt-sur-Moselle                                                                              |
| 1937                                     | 1940             | Léon Baros (1877-1941)                    | URD                | Médecin, conseiller municipal de Bussang                                                                    |
| 1940                                     |                  |                                           |                    | Les conseils d'arrondissement ont été suspendus par la loi du 12 octobre 1940 et n'ont jamais été réactivés |
| Les données manquantes sont à compléter. |                  |                                           |                    | |

### Conseillers généraux de 1833 à 2015
| Période   | Période               | Identité                   | Étiquette                | Qualité |
| --------- | --------------------- | -------------------------- | ------------------------ | --- |
| 1833      | 1836                  | Jean Nicolas Houillon      |                          | Fabricant à Ramonchamp Conseiller d'arrondissement (avant 1833) |
| 1836      | 1843 (décès)          | Hector Bresson             |                          | Député (1831-1843) Intendant civil d'Alger Propriétaire à Remiremont Directeur général des Eaux et Forêts |
| 1843      | 1848                  | Napoléon Forel (1805-1893) |                          | Fabricant (filateur et tisseur) à Rupt |
| 1848      | 1860                  | Félix Robillot (1798-1867) |                          | Ancien Sous-Préfet, ancien maire (1830-1833) de Rambervillers, propriétaire à Remiremont |
| 1860      | 1863                  | Jules Legros               |                          | Notaire Maire de Ramonchamp |
| 1863      | 1871                  | Louis Buffet               | Centre                   | Avocat Sous-préfet de Mirecourt (mars-avril 1848) Ministre (1848-1849, 1851, 1870, 1875-1876) Député (1848-1852 et 1864-1876) Président de l'Assemblée nationale (1873-1875) Sénateur inamovible (1876) |
| 1871      | 1893 (décès)          | Jules Ferry                | Républicain              | Journaliste et avocat Maire de Paris (1870-1871) Député des Vosges (1871-1889) Préfet de la Seine (1871) Président du Conseil Général des Vosges (1880-1892) Sénateur des Vosges (1891-1893) Président du Sénat (1893) Ministre (1879-1880 et 1882) Président du Conseil et Ministre de l'Instruction publique et des Beaux-Arts (1880-1881 et 1883) Président du Conseil et Ministre des Affaires étrangères (1883-1885) |
| 1893      | 1904                  | Louis Parisot              | UR                       | Médecin Maire du Thillot (1876-1893), conseiller d'arrondissement Sénateur (1896-1909) |
| 1904      | 1910                  | Constant Sarazin           | Républicain              | Négociant Maire du Thillot (1893-1910) |
| 1910      | 1923 (décès)          | Édouard Pinot              | RG                       | Industriel Maire de Rupt-sur-Moselle (1896-1923) |
| 1923      | 1931                  | Eugène Sarazin             | RG                       | Négociant Maire du Thillot (1912-1931), conseiller d'arrondissement |
| 1932      | 1935 (décès)          | Albert Rouillon            | RG                       | Notaire Conseiller municipal du Thillot (1929-1935) |
| 1935      | 1940                  | Ernest François            |                          | Agriculteur Maire du Thillot (1931-1944) |
|           |                       |                            |                          | |
| mars 1943 | décembre 1943 (décès) | Paul Mourot (1867-1943)    |                          | Directeur d'une usine de tissage Maire de Rupt-sur-Moselle, ancien conseiller d'arrondissement Nommé conseiller départemental en 1943 |
|           |                       |                            |                          | |
| 1945      | 1979                  | Louis Courroy              | RPF puis MRP puis UDF-PR | Directeur commercial Maire de Rupt-sur-Moselle (1953-1965) Sénateur (1952-1977) |
| 1979      | 1988 (démission)      | Christian Spiller          | DVD                      | Commerçant, Saint-Maurice-sur-Moselle Député (1988-1993) |
| 1988      | 1992                  | Étienne Géhin              | PS puis GE               | Médecin à Bussang |
| 1992      | 1998                  | François Vannson           | RPR                      | Opticien Député (1993-2017) Elu en 2015 dans le Canton de Remiremont |
| 1998      | 2004                  | Dominique Peduzzi          | DVD                      | Entrepreneur en bâtiments Maire de Fresse-sur-Moselle depuis 1995 |
| 2004      | 2011                  | François Cunat             | PS puis DVG              | Directeur administratif et financier Maire de Ramonchamp (1989-2020) |
| 2011      | 2015                  | Dominique Peduzzi          | DVD                      | Entrepreneur en bâtiments Maire de Fresse-sur-Moselle depuis 1995 |

### Conseillers départementaux depuis 2015
| Période élective | Période élective | Mandat | Mandat   | Identité          | Nuance | Nuance | Qualité                                                                                      |
| ---------------- | ---------------- | ------ | -------- | ----------------- | ------ | ------ | -------------------------------------------------------------------------------------------- |
| 2015             | 2021             | 2015   | 2021     | Catherine Louis   |        | DVD    | Chef d'entreprise Première adjointe au maire de Dommartin-lès-Remiremont                     |
| 2015             | 2021             | 2015   | 2021     | Dominique Peduzzi |        | DVD    | Entrepreneur en bâtiments Maire de Fresse-sur-Moselle Président de la Communauté de communes |
| 2021             | 2028             | 2021   | en cours | Catherine Louis   |        | DVD    | Conseillère sortante                                                                         |
| 2021             | 2028             | 2021   | en cours | Dominique Peduzzi |        | DVD    | Conseiller sortant, Conseiller départemental délégué à la Montagne.                          |

### Résultats détaillés

#### Élections de mars 2015
Lors des élections départementales de 2015, le binôme composé de Catherine Louis et Dominique Peduzzi (DVD) est élu au premier tour avec 55,03 % des suffrages exprimés, devant le binôme composé de Garance Cwiklinski et Christophe Judas (FN) (30,29%). Le taux de participation est de 54,28 % (7 704 votants sur 14 193 inscrits) contre 52,67 % au niveau départemental et 50,17 % au niveau national.

#### Élections de juin 2021
Le premier tour des élections départementales de 2021 est marqué par un très faible taux de participation (33,26 % au niveau national). Dans le canton du Thillot, ce taux de participation est de 30,8 % (4 161 votants sur 13 509 inscrits) contre 33,12 % au niveau départemental. À l'issue de ce premier tour, deux binômes sont en ballottage : Catherine Louis et Dominique Peduzzi (DVD, 75,57 %) et Laurent Moons et Marie-Christine Panot (RN, 24,43 %).
Le second tour des élections est marqué une nouvelle fois par une abstention massive équivalente au premier tour. Les taux de participation sont de 34,36 % au niveau national, 33,77 % dans le département et 31,95 % dans le canton du Thillot. Catherine Louis et Dominique Peduzzi (DVD) sont élus avec 77,45 % des suffrages exprimés (3 104 voix pour 4 316 votants et 13 510 inscrits),,.

## Composition

### Composition avant 2015
Le canton regroupait huit communes.
| Nom                       | Code Insee | Codepostal | Superficie (km2) | Population (dernière pop. légale) | Densité (hab./km2) |
| ------------------------- | ---------- | ---------- | ---------------- | --------------------------------- | ------------------ |
| Le Thillot (chef-lieu)    | 88468      | 88160      | 15,14            | 3 624 (2012)                      | 239                |
| Bussang                   | 88081      | 88540      | 27,63            | 1 489 (2012)                      | 54                 |
| Ferdrupt                  | 88170      | 88360      | 14,60            | 744 (2012)                        | 51                 |
| Fresse-sur-Moselle        | 88188      | 88160      | 18,41            | 1 777 (2012)                      | 97                 |
| Le Ménil                  | 88302      | 88160      | 20,38            | 1 126 (2012)                      | 55                 |
| Ramonchamp                | 88369      | 88160      | 15,74            | 1 999 (2012)                      | 127                |
| Rupt-sur-Moselle          | 88408      | 88360      | 45,55            | 3 475 (2012)                      | 76                 |

Situation du canton du Thillot dans l'arrondissement d'Épinal avant 2015.

| Saint-Maurice-sur-Moselle | 88426      | 88560      | 37,00            | 1 463 (2012)                      | 40                 |

### Composition depuis 2015
Le canton du Thillot comprend désormais dix communes entières.
| Nom                                | Code Insee | Intercommunalité                       | Superficie (km2) | Population (dernière pop. légale) | Densité (hab./km2) | Modifier                                    |
| ---------------------------------- | ---------- | -------------------------------------- | ---------------- | --------------------------------- | ------------------ | ------------------------------------------- |
| Le Thillot (bureau centralisateur) | 88468      | CC des Ballons des Hautes-Vosges       | 15,14            | 3 198 (2022)                      | 211                | modifier les données · modifier les données |
| Bussang                            | 88081      | CC des Ballons des Hautes-Vosges       | 27,63            | 1 289 (2022)                      | 47                 | modifier les données · modifier les données |
| Dommartin-lès-Remiremont           | 88148      | CC de la Porte des Vosges Méridionales | 21,08            | 1 900 (2022)                      | 90                 | modifier les données · modifier les données |
| Ferdrupt                           | 88170      | CC des Ballons des Hautes-Vosges       | 14,60            | 731 (2022)                        | 50                 | modifier les données · modifier les données |
| Fresse-sur-Moselle                 | 88188      | CC des Ballons des Hautes-Vosges       | 18,41            | 1 662 (2022)                      | 90                 | modifier les données · modifier les données |
| Le Ménil                           | 88302      | CC des Ballons des Hautes-Vosges       | 20,38            | 984 (2022)                        | 48                 | modifier les données · modifier les données |
| Ramonchamp                         | 88369      | CC des Ballons des Hautes-Vosges       | 15,74            | 1 817 (2022)                      | 115                | modifier les données · modifier les données |
| Rupt-sur-Moselle                   | 88408      | CC des Ballons des Hautes-Vosges       | 45,55            | 3 458 (2022)                      | 76                 | modifier les données · modifier les données |
| Saint-Maurice-sur-Moselle          | 88426      | CC des Ballons des Hautes-Vosges       | 37,00            | 1 364 (2022)                      | 37                 | modifier les données · modifier les données |
| Vecoux                             | 88498      | CC de la Porte des Vosges Méridionales | 13,60            | 863 (2022)                        | 63                 | modifier les données · modifier les données |
| Canton du Thillot                  | 8815       |                                        | 229,13           | 17 266 (2022)                     | 75                 | modifier les données                        |

## Démographie

### Démographie avant 2015
| 1962   | 1968   | 1975   | 1982   | 1990   | 1999   | 2006   | 2011   | 2012   |
| ------ | ------ | ------ | ------ | ------ | ------ | ------ | ------ | ------ |
| 18 670 | 18 169 | 19 014 | 18 562 | 17 345 | 16 867 | 16 407 | 15 851 | 15 697 |

### Démographie depuis 2015
En 2022, le canton comptait 17 266 habitants, en évolution de −4,47 % par rapport à 2016 (Vosges : −2,96 %, France hors Mayotte : +2,11 %).
| 2013   | 2018   | 2022   |
| ------ | ------ | ------ |
| 18 313 | 17 874 | 17 266 |